# Голохвастови
Голохвастови — російський дворянський рід, який володів підмосковною садибою Покровське-Рубцево.

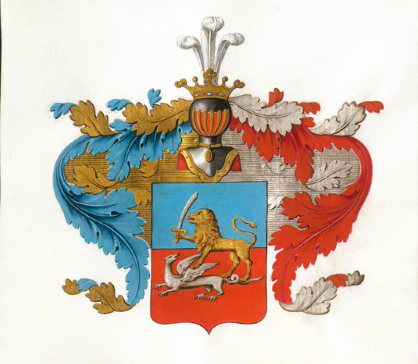
Герб Голохвастових

## Історія
Згідно родовим переказам, їх предки виїхали з Литви до Москви у другій половині XIV ст. Рід розділився на 4 гілки.
Перша гілка походить від Якова Семеновича Голохвастова, сини якого були послані до Польщі і Туреччини. Василь Богданович († у 1693 р.) був думним дворянином і начальником царської соколиного полювання (1674). Праправнуки його, Іван і Андрій Івановичі, були сенаторами. Дмитро Павлович був попечителем Московського навчального округу. Ця гілка внесена до VI частини родовідної книги Московської та Ярославської губерній (Гербовник II, 63).
Родоначальником другої гілки був Єлизар Васильович Голохвастов, що володів маєтками в 1613 року. Гілка внесена до VI частини родовідної книги Костромської губернії.
Третя гілка походить від торопецкого городового дворянина Івана Ісайовича Голохвастова (1629) і внесена до VI частини родовідної книги Новгородської і С.-Петербурзької губерній (Гербовник XII, 71).
Четверта гілка походила від Демида Голохвастова, який жив у першій половині XVII ст. Сини його Іов і Іван Демидовичи були окольничими при Петрі І (1690), а онук, стольник Іван Ієвлевич, убитий 1700 р. під Нарвою. Ця гілка згасла у 2-й половині XVIII ст.

## Опис герба
Щит пересічений. У першому півполі на блакитному тлі зображено золотий лев з мечем, що стоїть на срібному змії, що знаходиться в нижній частині щита на червоному тлі. Щит увінчаний дворянським шоломом під короною і трьома страусовими перами. Намет на щиті синього і червоного кольору з золотим і срібним підбивкою. Герб роду Голохвастових внесений до Частини 2 Загального гербовника дворянських родів Всеросійської імперії, стор 63.

## Відомі представники
- Голохвастов, Олександр Якович — посол при великому князі Івана III[1].
- Голохвастов, Андрій Алекович (нар. 1973) — російський плавець в ластах, тренер.
- Голохвастов Ст. А. — російський драматург і перекладач XIX століття[джерело?].
- Голохвастов, Борис Якович — посол великого князя Івана III в Польщі і Туреччини[2].
- Голохвастов, Володимир Петрович (1833-1905) — генерал від інфантерії, учасник російсько-турецької війни 1877-1878 років.
- Голохвастов, Георгій Володимирович (1882-1963) — російський поет-емігрант.
- Голохвастов, Дмитро Павлович (1796-1849) — літератор, журналіст.
- Голохвастов, Іван Іванович (1729-1798) — ярославський намісник.
- Голохвастов, Микита Казарінов (розум. 1570) — син боярський і воєвода.
- Голохвастова, Ольга Андріївна (розум. 1894) — письменниця, автор кількох п'єс, дружина П. Д. Голохвастова[3].
- Голохвастов, Павло Дмитрович (1839-1892) — письменник-слов'янофіл.
- Голохвастов, Петро Володимирович (1803-1887) — таємний радник; директор Демидівського ліцею і Гатчинського Миколаївського сирітського інституту; цензор.